# アンドリュス・ヴェリチカ
アンドリュス・ヴェリチカ（Andrius Velička, 1975年4月5日 - ）は、リトアニアの同国代表サッカー選手である。ポジションはフォワード。

## 経歴

### クラブ
彼のキャリアはFBKカウナス (リトアニア) でスタートした。彼はここで150以上の試合に出場し、100以上のゴールを記録した。2000年にはAリーガの得点王に上り詰める。
途中、FCアンジ・マハチカラ (ロシア) 、FCイルティシュ・パヴロダル (カザフスタン) への期限付き移籍もあった。

#### ハーツ
2006年の夏、彼はスコティッシュ・プレミアリーグのハート・オブ・ミドロシアンFCに期限付き移籍し、同年9月9日、セント・ミレンFCとの試合で交代出場し、SPLデビューを果たした。
10月15日のハイバーニアンFC戦では、2つのゴールを決めて、10人になっていたハーツを引き分けに持ち込み、2007年1月6日には、スコティッシュカップでハットトリックを達成した。
その後、移籍期限が過ぎたものの、ヴェリチカはハーツに残留した。その後も、ピンチヒッターとして起用され続けた。

#### 2008-2011
2008年2月26日、彼はバイキングFK (ノルウェー) に4年契約で移籍。4月6日のハマルカメラテネ戦で初ゴールを記録した。その後、彼は18試合に出場し、8ゴールを記録している。
同年6月16日、スコットランドの名門、レンジャーズFCに三年契約で移籍、7月14日にチームに合流した。彼は、UEFAチャンピオンズリーグでレンジャーズでのデビューを果たす。相手は古巣FBKカウナスであった。このチームでの初得点はフォルカークFC戦で生まれ、これはこの試合の決勝点になった。次節のハーツ戦では出場はなかったものの、翌週のマザーウェルFC戦で出場、開始2分でゴールを奪った。
2009年8月17日には、イングランド二部のブリストル・シティFCに期限付き移籍。しかし怪我に見舞われ、出場機会に恵まれなかった。2010年8月31日、アバディーンFCに期限付き移籍し、SPLに復帰。11月9日にゴールを決めるも、これがアバディーンでの唯一のゴールとなり、2011年1月31日にはアバディーンを自由契約になった。

#### 2011-
2011年2月11日、FKエクラナス・パネヴェジースに移籍、およそ5年ぶりの母国でのプレーとなった。2012年には、AZAL PFK (アゼルバイジャン) に移籍。

### 代表
1998年8月16日、カウナスで行われたモルドバ戦で初出場。
| # | 年月日        | 開催地                     | 対戦国     | 勝敗  | 試合概要               |
| - | ------------- | -------------------------- | ---------- | ----- | ---------------------- |
| 1 | 2003年7月3日  | エストニア、ヴァルガ       | エストニア | ○ 5-1 | バルティックカップ2003 |
| 2 | 2006年3月30日 | ポルトガル、アルブフェイラ | アンドラ   | ○ 3-1 | 国際親善試合           |

## 獲得タイトル

### クラブ
レンジャーズ
- スコティッシュ・プレミアリーグ : 2008-09

### 代表
リトアニア代表
- バルティックカップ : 2005

### 個人
- Aリーガ得点王 : 2000 (26得点)